# Bluetooth-Hotspot
Ein Bluetooth-Hotspot ist eine Funkzelle auf Basis der Bluetooth-Technologie. Je nach Nutzungsszenario kann ein Bluetooth-Hotspot verschiedene Funktionen übernehmen. So kann das Funk-System den schnurlosen Zugriff auf ein Netzwerk wie das Internet oder ein Unternehmens-LAN ermöglichen oder als „Sendestation“ Daten auf mobile Geräte mit Bluetooth-Schnittstelle verschicken.

## Einsatzzwecke
Zum Einsatz kommen Bluetooth-Hotspots u. a. in Unternehmen, die Mitarbeitern Zugang zu Unternehmensdaten über mobile Geräte bieten wollen. Häufig werden Bluetooth-Hotspots im Mobile-Marketing eingesetzt, um sogenannten Mobile-Content wie Videos, Podcast, Apps, Präsentationen oder Visitenkarten auf Handys zu übertragen. Einen weiteren Einsatzzweck von Bluetooth-Hotspots stellt die Bereitstellung von kontextbezogenen Besucherinformationen bei Konferenzen und Messen dar.
Die Bluetooth Funktechnik bietet je nach Sendeleistung und Umgebungs-Verhältnisse eine Reichweite von 10 bis 20 Metern. Die Datenübertragung ist hier im Gegensatz zu der Übertragung über die Mobilfunknetze mit größerer Geschwindigkeit, ohne Datentransferkosten und ohne Kenntnis der Telefonnummern der empfangenden Geräte möglich. Mit der nächsten Generation von Bluetooth werden Reichweite und Geschwindigkeit steigen.

## Formen der Kommunikation mit Bluetooth-Hotspots
Aufgrund der spezifischen Eigenschaften des Bluetooth Standards haben sich folgende Formen der Kommunikation mit Bluetooth-Hotspots herausgebildet:
Push
Der Bluetooth-Hotspot bietet ständig Inhalte zum Download an alle in seinem Sendebereich befindlichen Bluetooth Geräte an, die einer bestimmten Geräteklassen zugeordnet werden können (PDA, Mobiltelefon, Laptop usw.). Wird ein Gerät mit aktivierter und sichtbar geschalteter Bluetooth Schnittstelle gefunden, so wird versucht diesem einen oder mehrere Inhalte zu senden, wobei meist zunächst auf dem Endgerät eine diesbezügliche Meldung erscheint („Wollen Sie Inhalt X von Absender Y herunterladen?“). Hierbei wird das OBEX Protokoll verwendet. Da dieser Vorgang ohne vorherige Aufforderung stattfindet, spricht man von einem Push Verfahren.
Pull
Charakteristisch beim Pull ist der Umstand, dass ein Nutzer zunächst eine explizite Anforderung an den Sender schicken muss. Dies kann in Form einer Visitenkarte, einer Text- oder Bildnachricht über Bluetooth passieren. Voraussetzung ist, dass der Nutzer zuvor den Hotspot über das Bluetooth Menü seines Gerätes gefunden hat.
Anwendungsbasiert
Die Kommunikation mit dem Hotspot wird über eine auf dem Endgerät installierte Anwendung gesteuert, wie z. B. einem Java-Programm. Je nach Ausprägung der Anwendung kann hier die Kommunikation komplett vom Nutzer initiiert und gesteuert werden. Voraussetzung ist, dass der Nutzer zunächst das Programm auf seinem Endgerät installieren muss.
SMS über Bluetooth
In diesem Fall wird die Bluetooth Schnittstelle für die initiale Kontaktaufnahme genutzt. Nach einer Kopplung mit dem Hotspot initiiert der Hotspot die automatische Versendung einer SMS an einen Server des Anbieters. Im nächsten Schritt erhält der Nutzer den angebotenen Inhalt per SMS oder MMS. Mithin ist dem Anbieter bei diesem Verfahren auch die Mobilfunknummer des Nutzers bekannt. Voraussetzung ist hier die vorherige Kopplung mit dem Hotspot.

## Privatsphäre
Kommunikation mit dem Mobiltelefon ist ein sensibler Bereich, vor allem in Hinsicht auf Sicherheit, Kosten und Spam-Problematik. Bluetooth-Hotspots in öffentlichen Räumen sollten daher immer mindestens folgende Eigenschaften erfüllen:
1. Gut sichtbarer Identifikationspunkt, der die Funktionsweise und die angebotenen Inhalte klar beschreibt.
2. Die Absenderbezeichnung (Bluetooth Name) muss eine eindeutige Zuordnung zur visuellen Manifestation (s. Pkt. 1) ermöglichen.
3. Es werden nur Inhalte versendet, die auf dem Empfängergerät korrekt darstellbar sind.
4. Wird der Empfang eines Inhalts abgelehnt, so wird nie wieder versucht, diesen Inhalt an diesen Nutzer zu senden.
5. Es wird nicht versucht, Bluetoothadressen mit anderen persönlichen Daten (Name, Tel.Nr., Aufenthaltsorte,…) zu verbinden und zu speichern.
6. Die zu versendenden Inhalte stehen in einem nachvollziehbaren inhaltlichen Kontext zur Umgebung.

Die zurzeit am häufigsten anzutreffende Form der Kommunikation von Hotspots ist das Push-Verfahren. Hier stellt sich vor allem die Frage, ob bereits die unaufgefordert zugesandte Nachricht, dass ein Inhalt zum Download bereitsteht, als unerwünschte Belästigung einzustufen ist. Im Artikel Rechtliche Zulässigkeit von Werbung via Bluetooth kommen die Autoren zu dem Schluss:

„Eine konkludente Einwilligung kann derzeit noch nicht darin gesehen werden, dass das Handy für den Hotspot sowohl sichtbar als auch aktiv ist. […] Eine unzumutbare Belästigung stellt bereits die Anfrage dar, ob der angebotene Inhalt vom HotSpot heruntergeladen werden soll. Dadurch, dass auf dem Handy eine Mitteilung erscheint, findet bereits ein Eingriff in die Privatsphäre statt.[…] Als ausreichend im Rahmen der vorherigen Einwilligung ist jedoch das sog. ‚Touch-In‘ anzusehen. Das bedeutet, dass ein Nutzer nur dann kontaktiert wird, wenn er sein Mobiltelefon nahe an einen bestimmten Punkt hält, […].“

Das SMS-über-Bluetooth-Verfahren und allgemein alle Verfahren, die eine Kopplung (Pairing) benötigen sind aus Sicherheitsgründen als sehr zweifelhaft einzustufen, da dem Hotspot und damit dem Anbieter sehr weitgehende Rechte auf dem Nutzergerät eingeräumt werden, wie z. B. das Auslesen der Adressenliste oder das Versenden von SMS. Erschwerend kommt hinzu, dass den meisten Nutzern diese Eigenschaften der Kopplung unbekannt sind. Die Bluetooth SIG warnt vor dem Koppeln in öffentlichen Räumen:

“It is always advisable to pair products in areas with relative privacy. Avoid pairing your Bluetooth enabled devices in public.”